# Copa FMF 2023 (Mato Grosso)
In 2023 werd de achttiende editie van de Copa FMF gespeeld voor voetbalclubs uit de Braziliaanse staat Mato Grosso. De competitie werd georganiseerd door de FMF en werd gespeeld van 2 september tot 22 oktober. Mixto werd de winnaar en mocht kiezen tussen deelname aan de Copa do Brasil 2024 of Série D 2024, de vicekampioen kreeg de andere startplaats. Omdat kampioen Mixto voor de Série D koos en vicekampioen Cuiabá al voor de Copa do Brasil geplaatst was ging de plaats naar de nummer 3 CEOV. 
Voor de start trokken Luverdense, Primavera en União Rondonópolis zich terug. 

## Eerste fase
| Plaats | Clu        | Wed. | W | G | V | Saldo | Ptn. |
| ------ | ---------- | ---- | - | - | - | ----- | ---- |
| 1.     | Cuiabá     | 5    | 3 | 2 | 0 | 9:5   | 11   |
| 2.     | CEOV       | 5    | 3 | 1 | 1 | 10:7  | 10   |
| 3.     | Mixto      | 5    | 2 | 2 | 1 | 8:5   | 8    |
| 4.     | Nova Mutum | 5    | 2 | 1 | 2 | 6:5   | 7    |
| 5.     | Araguaia   | 5    | 1 | 2 | 2 | 3:6   | 5    |
| 6.     | Dom Bosco  | 5    | 0 | 0 | 5 | 1:9   | 0    |

|  | Geplaatst voor tweede fase |

## Tweede fase
| Plaats | Clu        | Wed. | W | G | V | Saldo | Ptn. |
| ------ | ---------- | ---- | - | - | - | ----- | ---- |
| 1.     | Mixto      | 3    | 2 | 1 | 0 | 9:3   | 7    |
| 2.     | Cuiabá     | 3    | 1 | 1 | 1 | 4:6   | 4    |
| 3.     | CEOV       | 3    | 1 | 0 | 2 | 1:2   | 3    |
| 4.     | Nova Mutum | 3    | 1 | 0 | 2 | 3:6   | 3    |

|  | Winnaar, koos voor deelname aan Série D 2024 |
|  | Geplaatst voor Copa do Brasil 2024           |

## Kampioen
| Copa Federação Mato Grossense de Futebol de 2023 |
| Mato Grosso                                      |
| ------------------------------------------------ |
| MIXTO Kampioen (3° titel)                        |